# 적외선 검출기

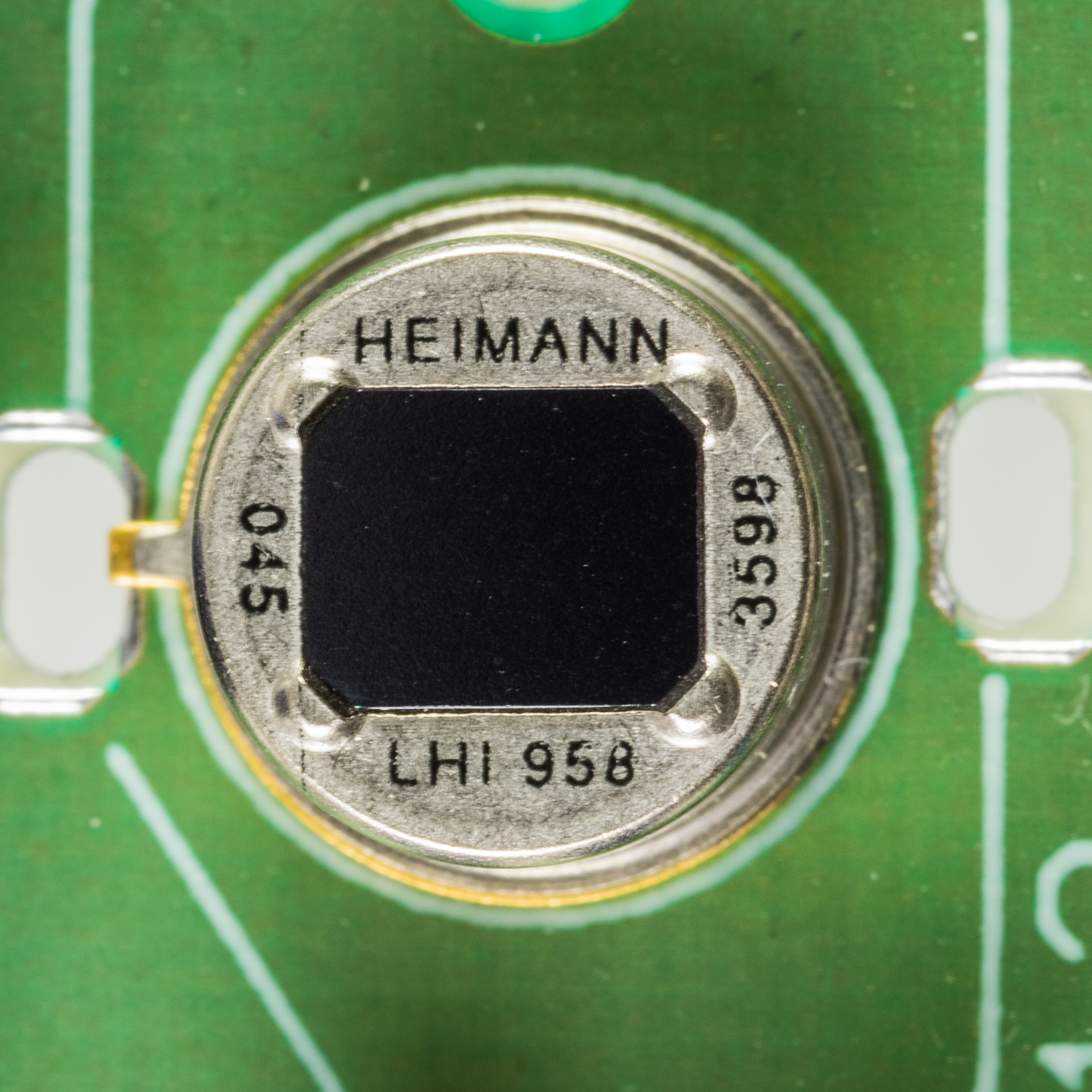

적외선 검출기(赤外線檢出器, 영어: infrared detector)는 적외선 방사에 반응하는 광검출기(광센서)이다. 검출기는 열과 광의 2 종류가 있다. 온도변화에 따른 많은 현상들중 적외선 방사와 같은 열적인 효과도 따르게 된다. 저항온도계(bolometer)나 미세저항온도계(microbolometer)는 저항의 변화를 기반으로 한다. 열전쌍(thermocouples)과 열전변환기(thermopiles)는 열의 전기변환 효과를 이용한다. Golay Cell은 열확장을 수반한다. 적외선 광메터(IR spectrometer)에서는 온도변화 검출기(pyroelectric detector)가 가장 많이 사용되고 있다.
광검출기(photonic detector)는 응답시간과 감도가 뛰어나지만, 열잡음(thermal noise)을 제거하기 위해서는 냉각이 필요하다. 이런 종류의 반도체재료는 좁은 대역폭을 갖는다. 적외선 광자(IR Photon)는 전기적인 변화를 발생시킨다. 광전검출기(photoconductive detector)에서는 검출기의 저항 성분을 사용한다. p-n 결합의 광전압 검출기(photovoltaic detector)는 조명 아래에서 광전기 전류가 나타난다.

## 검출기
| Type                                                  | 분광영역 (μm) |
| Indium gallium arsenide (InGaAs) 포토다이오드         | 0.7-2.6       |
| Germanium 포토다이오드                                | 0.8-1.7       |
| Lead sulfide (PbS) 광전류 검출기                      | 1-3.2         |
| Lead selenide (PbSe) 광전류 검출기                    | 1.5-5.2       |
| Indium arsenide (InAs) 광전압 검출기                  | 1-3.8         |
| Platinum silicide (PtSi) 광전압 검출기                | 1-5           |
| Indium antimonide (InSb) 광전류 검출기                | 1-6.7         |
| Indium antimonide (InSb) 포토다이오드 detectors       | 1-5.5         |
| Mercury cadmium telluride (MCT, HgCdTe) 광전류 검출기 | 2-25          |
| Mercury zinc telluride (MZT, HgZnTe) 광전류 검출기    | ?             |

Vanadium pentoxide is frequently used as a detector material in uncooled microbolometer arrays.